# Пантелис Таласинос
Пантелис Таласинос (грч. Παντελής Θαλασσινός; Керацини, 11. јун 1958) грчки је пјевач и текстописац.

## Биографија
Рођен је 11. јуна 1958. у Керацинију код Пиреја, а поријеклом је са острва Хиос и Серифос. Дјетињство је провео на Хиосу и у Керацинију. Пјевањем је почео да се бави 1978. као буат аматер, док је радио и као бродски службеник. У дискографију улази 1987. заједно са Јанисом Николауом, с којим је оформио групу Летрепиватес, док соло каријеру почиње 1993. године. У својим пјесмама комбинује умјетничко пјевања са традиционалном музиком. Писао је пјесме за телевизијске серије, позоришне представе и филмове.

## Дискографија

### Са групом Летрепиватес
- 1987 — Απόψε λέω να μην κοιμηθούμε
- 1989 — ...στη Βραζιλία
- 1990 — Ταξίδι στο όνειρο
- 1991 — Έτσι απλά

### Соло
- 1993 — Πες Μου Παραμύθια
- 1995 — Νύχτας κύματα
- 1996 — Αστρανάμματα
- 1997 — Νερό Κι Αρμύρα
- 1998 — Ένα κρυμμένο «αχ»
- 1999 — Απ' την Τήλο ως τη Θράκη
- 2001 — Ο άγιος έρωτας
- 2002 — Χορεύοντας Στη Σιωπή
- 2003 — Στης καρδιάς μου τ' ανοιχτά
- 2004 — ... Στη Χαρά Στην Ατέλειωτη Μέρα (Φιλική Συμμετοχή)
- 2004 — Τρίφωνο (Συμμετέχει)
- 2005 — Οι άγγελοι του έρωτα
- 2005 — Σεβντάς
- 2006 — Το καλαντάρι
- 2007 — Το Επόμενο Πρωί (Συμμετοχή)
- 2008 — Από άλλα περιβόλια
- 2009 — Μόνο κόκκινο (са Мелином Каном)
- 2009 — Ο Αλέξανδρος και ο καταραμένος δράκος
- 2013 — 10 Τραγούδια της ελπίδας
- 2016 — Με δυο ρολόγια
- 2017 — Παζλ (Συμμετοχή)
- 2018 — 12+1 Ηλιοτρόπια
- 2018 — Φωνήεν